# Porites negrosensis
Porites negrosensis är en korallart som beskrevs av Veron 1990. Porites negrosensis ingår i släktet Porites och familjen Poritidae. IUCN kategoriserar arten globalt som nära hotad. Inga underarter finns listade i Catalogue of Life.